# Municipal Waste
Municipal Waste (Мьюни́сипл Уэ́йст — рус. Муниципальные отходы) — кроссовер-трэш-группа из Ричмонда, Вирджиния. Они выступали на Download Festival в Великобритании в июне 2008 года, на сцене Туборг. Они также присоединились к At the Gates в их турне Suicidal Final Tour вместе с Darkest Hour, Toxic Holocaust и Repulsion.
В 2010 году группа была утверждена как участник для написания саундтрека для ремейка Namco Bandai Games 2010, Splatterhouse.

## Участники

### Текущий состав
- Тони Фореста — вокал (2001—наши дни)
- Райан Уэйст — гитара, бэк-вокал (2001—наши дни)
- Филип Холл — бас-гитара, вокал (2004—наши дни)
- Дейв Витте — барабаны (2004—наши дни)
- Ник Поулос — гитара (2015–наши дни)

### Бывшие участники
- Энди Харрис — бас-гитара (2001—2004)
- Брендон Трэч — барабаны (2001—2002)
- Брендон Феррелл — барабаны (2002—2004)

## Дискография
| Студийные альбомы - Waste 'Em All (2003, Six Weeks Records) - Hazardous Mutation (2005, Earache Records) - The Art of Partying (2007, Earache Records) - Massive Aggressive (2009, Earache Records) - The Fatal Feast (2012, Nuclear Blast Records) - Slime and Punishment (2017, Nuclear Blast Records) - Electrified Brain (2022, Nuclear Blast Records) Мини-альбомы - Municipal Waste (2001, Amendment Records / Busted Heads Records) - Scion Presents: Municipal Waste (2012, Scion Audio Visual) - Garbage Pack (2012, Night of the Vinyl Dead Records) - The Last Rager (2019, Nuclear Blast Records) - "Tango & Thrash" (2024, Nuclear Blast Records) Сплиты - Municipal Waste / Crucial Unit (2002, Six Weeks Records) - Tango and Thrash (с Bad Acid Trip) (2004, Mordar Records) - Louder Than Hell (2005, Six Weeks Records) - Toxic Waste (с Toxic Holocaust) (2012, Tankcrimes Records) Сборники - Waste 'Em All / Tango and Thrash (2004, Rabid Dog Records) | Музыкальные видео - «Thrashin’s My Business… and Business Is Good» - «Headbanger Face Rip» - «Sadistic Magician» - «Wrong Answer» - «Acid Sentence» - «Wolves of Chernobyl» - «The Fatal Feast» - «Repossession» - «You’re Cut Off» - «Breathe Grease» |